# Tour du Cameroun
Die Tour du Cameroun (dt. Kamerun-Rundfahrt) ist ein kamerunisches Straßenradrennen.
Das Rennen wurde bereits in den 1970er Jahren als Etappenrennen für Amateure ausgetragen und findet seit 2003 jährlich zwischen den Monaten Februar und April statt. Seit 2005 zählt das Etappenrennen zur UCI Africa Tour und ist in die Kategorie 2.2 eingestuft. Rekordsieger ist der Einheimische Clovis Kamzong, der 2015 und 2021 die Rundfahrt für sich entscheiden konnte.

## Sieger
- 1975  Joseph Kono
- 2003  Iwan Terenin
- 2004  Martinien Tega
- 2005  Davide Silvestri
- 2006  Pawel Newdach
- 2007  Flavien Chipault
- 2008  Joseph Sanda
- 2009  David Clarke
- 2010  Milan Barényi
- 2011  Oumarou Minoungou
- 2012  Yves Ngue Ngock
- 2013 ausgefallen
- 2014  Dan Craven
- 2015  Clovis Kamzong
- 2016  Mohmed Amine Errafai
- 2017  Nikodemus Holler
- 2018  Bonaventure Uwizeyimana
- 2019  Radoslaw Konstantinow
- 2020 nicht ausgetragen wegen der COVID-19-Pandemie
- 2021  Clovis Kamzong